# Пеликан, Йиржи
Йиржи Пеликан (чеш. Jiří Pelikán; 23 сентября 1906 — 1984) — чехословацкий и аргентинский шахматист, международный мастер (1965).
В составе сборной Чехословакии — участник трех Олимпиад (1935—1939).
В Аргентине, где поселился с начала Второй мировой войны, жил в Чакабуко. Умер в июле 1984 года.
Его фамилия увековечена в одном из названий варианта сицилианской защиты, именуемого челябинским вариантом, или вариантом Пеликана (Ласкера — Свешникова).